# DBL Play-offs 2016

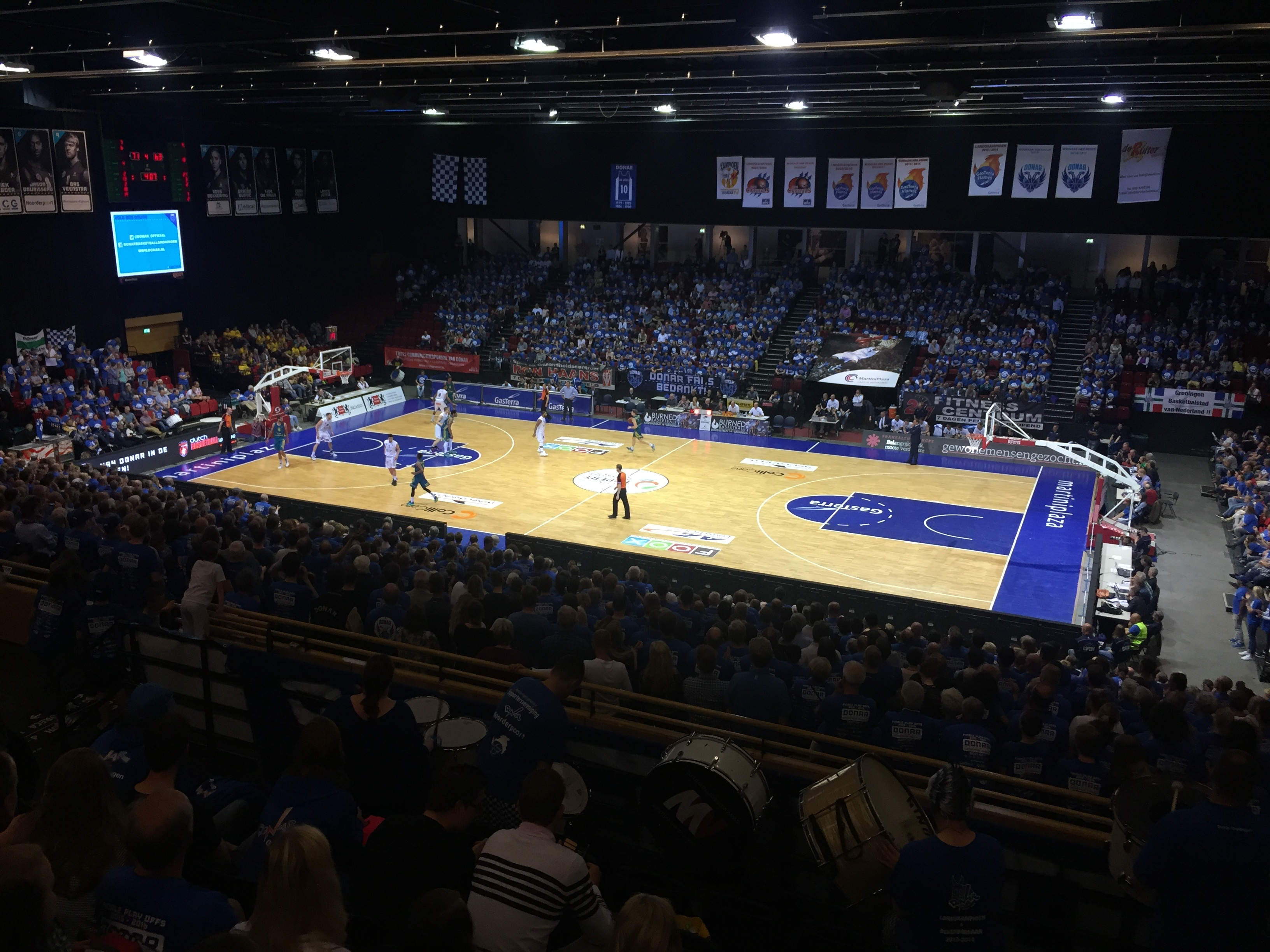
De wedstrijd Donar – Landstede Basketbal in de Finale

De DBL Play-offs 2016 was de nacompetitie van het seizoen 2015-16 van de Dutch Basketball League, die de landskampioen zou bepalen. De play-offs begonnen op 21 april.

## Tabel
Dit seizoen plaatsten, zes teams zich voor de play-offs, de nummers één en twee komen in de kwartfinale niet in actie.
|  | Kwartfinale | Kwartfinale                | Kwartfinale |  |  | Halve finale | Halve finale             | Halve finale |  |  | Finale | Finale              | Finale |
|  |             |                            |             |  |  |              |                          |              |  |  |        |                     |        |
|  |             |                            |             |  |  | 1            | Landstede Basketbal      | 4            |  |  |        |                     |        |
|  | 4           | SPM Shoeters Den Bosch     | 2           |  |  | 4            | SPM Shoeters Den Bosch   | 2            |  |  |        |                     |        |
|  | 5           | Apollo Amsterdam           | 0           |  |  |              |                          |              |  |  | 1      | Landstede Basketbal | 1      |
|  |             |                            |             |  |  |              |                          |              |  |  | 3      | Donar               | 4      |
|  |             |                            |             |  |  | 2            | Zorg en Zekerheid Leiden | 2            |  |  |        |                     |        |
|  | 3           | Donar                      | 2           |  |  | 3            | Donar                    | 4            |  |  |        |                     |        |
|  | 6           | Challenge Sports Rotterdam | 0           |  |  |              |                          |              |  |  |        |                     |        |

## Kwartfinale
| Team 1                 | Tot. | Team 2                     | Wedstrijd 1 | Wedstrijd 2 | Wedstrijd 3 |
| ---------------------- | ---- | -------------------------- | ----------- | ----------- | ----------- |
| Donar                  | 2–0  | Challenge Sports Rotterdam | 71–65       | 85–55       |             |
| SPM Shoeters Den Bosch | 2–0  | Apollo Amsterdam           | 77–49       | 91–63       |             |

### (3) Donar – (6) Challenge Sports Rotterdam
| donderdag 23 april 19:30 | Donar                           | 71–65   | Challenge Sports Rotterdam           | MartiniPlaza, Groningen                                      |  |
| donderdag 23 april 19:30 | Bubnic 23 Dourisseau 13 Jeter 5 | Verslag | Anderson 20 De Randamie 8 Anderson 4 | Kwartstanden: 22-12, 17-11, 14-25, 18–17 Toeschouwers: 2.970 |  |
| donderdag 23 april 19:30 |                                 |         |                                      |                                                              |  |
|                          |                                 |         |                                      |                                                              |  |

| donderdag 23 april 20:00 | Challenge Sports Rotterdam              | 55–85   | Donar                              | Topsportcentrum, Rotterdam                                |  |
| donderdag 23 april 20:00 | De Randamie 16 De Randamie 8 Anderson 4 | Verslag | Jeter 18 Bekkering 18 Dourisseau 6 | Kwartstanden: 14-18, 20-16, 7-21, 14-30 Toeschouwers: 750 |  |
| donderdag 23 april 20:00 |                                         |         |                                    |                                                           |  |
|                          |                                         |         |                                    |                                                           |  |

### (4) SPM Shoeters Den Bosch – (6) Apollo Amsterdam
| donderdag 23 april 19:30 | SPM Shoeters Den Bosch           | 77–49   | Apollo Amsterdam                       | Maaspoort Sports & Events, Den Bosch    |  |
| donderdag 23 april 19:30 | Kravic 18 Kravic 12 Bouwknecht 4 | Verslag | Hulzebos 11 Hulzebos 9 Van der Horst 4 | Kwartstanden: 21-7, 18-15, 13-16, 25-11 |  |
| donderdag 23 april 19:30 |                                  |         |                                        |                                         |  |
|                          |                                  |         |                                        |                                         |  |

| donderdag 23 april 20:00 | Apollo Amsterdam                   | 63–91   | SPM Shoeters Den Bosch        | Apollohal, Amsterdam                    |  |
| donderdag 23 april 20:00 | Hulzebos 21 Hulzebos 8 2 spelers 3 | Verslag | Kravic 20 Wessels 8 Wessels 5 | Kwartstanden: 18-23, 15-21, 21-19, 9-28 |  |
| donderdag 23 april 20:00 |                                    |         |                               |                                         |  |
|                          |                                    |         |                               |                                         |  |

## Halve finale
| Team 1                   | Tot. | Team 2                 | Wedstrijd 1 | Wedstrijd 2 | Wedstrijd 3 | Wedstrijd 4 | Wedstrijd 5 | Wedstrijd 6 | Wedstrijd 7 |
| ------------------------ | ---- | ---------------------- | ----------- | ----------- | ----------- | ----------- | ----------- | ----------- | ----------- |
| Landstede Basketbal      | 4–2  | SPM Shoeters Den Bosch | 89–74       | 88–89 (OT)  | 66–60       | 53–63       | 64–74       | 75–55       |             |
| Zorg en Zekerheid Leiden | 2–4  | Donar                  | 72–69       | 68–75       | 76–93       | 60–71       | 73–43       | 52–59       |             |

## Finale
| Team 1              | Tot. | Team 2 | Wedstrijd 1 | Wedstrijd 2 | Wedstrijd 3 | Wedstrijd 4 | Wedstrijd 5 | Wedstrijd 6 | Wedstrijd 7 |
| ------------------- | ---- | ------ | ----------- | ----------- | ----------- | ----------- | ----------- | ----------- | ----------- |
| Landstede Basketbal | 1–4  | Donar  | 70–85       | 71–82       | 74–68       | 50–74       | 69–89       |             |             |

2004 · 2005 · 2006 · 2007 · 2008 · 2009 · 2010 · 2011 · 2012 · 2013 · 2014 · 2015 · 2016 · 2017 · 2018 · 2019